# Uzunboyad
Uzunboyad (azerbajdzjanska: Uzunboyat) är en ort i Azerbajdzjan.   Den ligger i distriktet Şabran Rayonu, i den nordöstra delen av landet, 130 km nordväst om huvudstaden Baku. Uzunboyad ligger 30 meter över havet och antalet invånare är 1 378.
Terrängen runt Uzunboyad är platt åt nordost, men åt sydväst är den kuperad. Närmaste större samhälle är Divichibazar, 11,5 km sydost om Uzunboyad.
Trakten runt Uzunboyad består till största delen av jordbruksmark. Runt Uzunboyad är det ganska glesbefolkat, med 47 invånare per kvadratkilometer.